# Yvette Guilbert

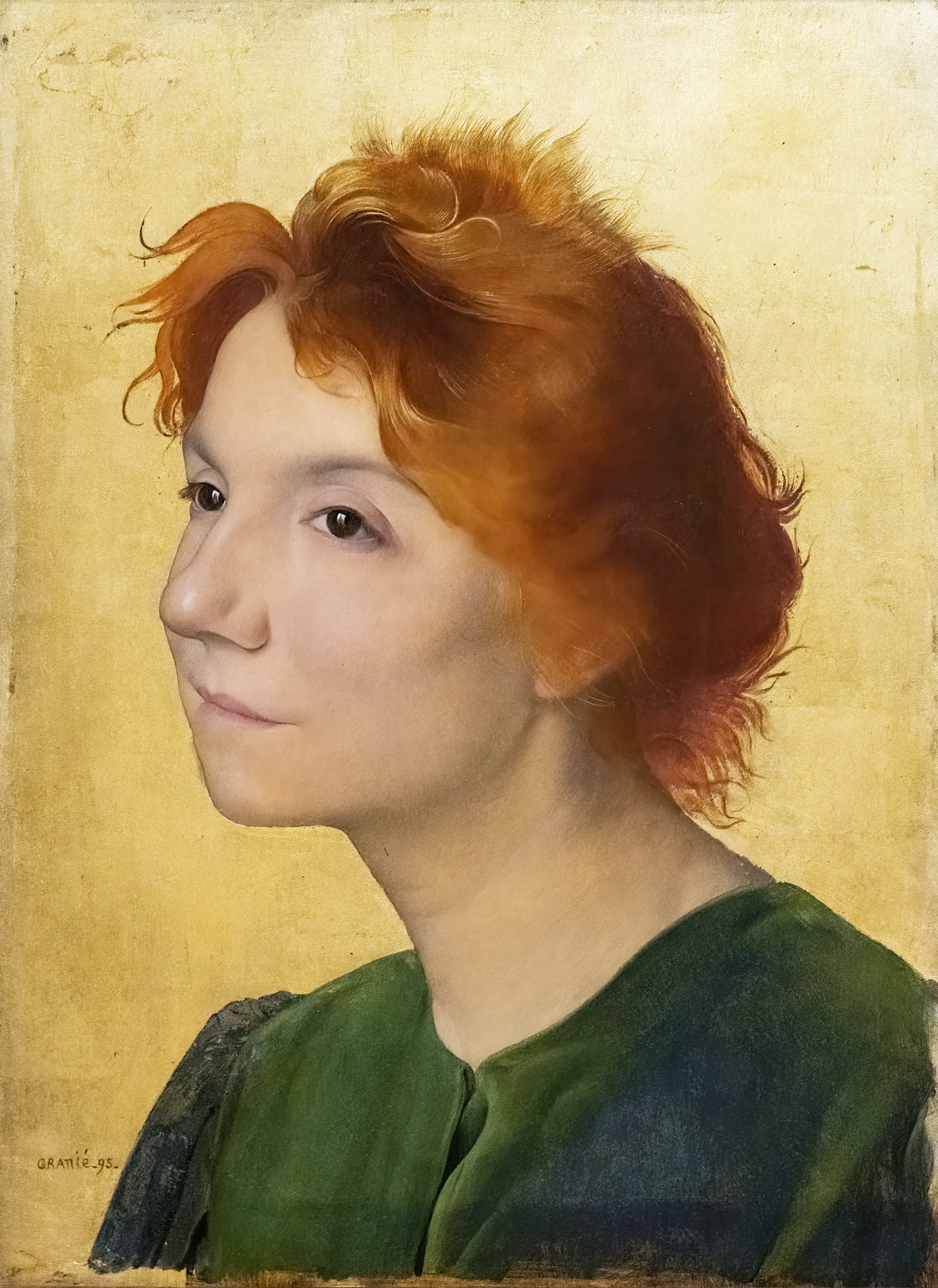
Yvette Guilbert (1895)

Yvette Guilbert (* 20. Januar 1865 in Paris; † 2. Februar 1944 in Aix-en-Provence) war eine französische Sängerin (Sopran) und Schauspielerin.

## Leben

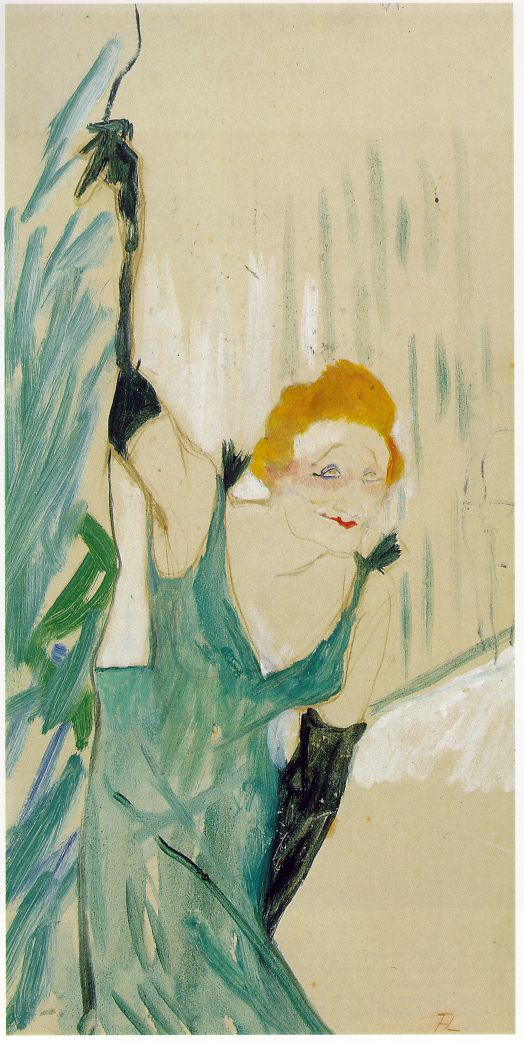
Yvette Guilbert begrüßt das Publikum 1894, Henri de Toulouse-Lautrec

Yvette Guilbert arbeitete zunächst als Verkäuferin im Pariser Warenhaus Printemps und als Kunstmodell und nahm daneben Gesangs- und Schauspielunterricht.
Sie gab ihr Debüt 1889 am Théâtre des Variétés mit Chansons, die meist speziell für sie geschrieben waren. 1890 sang sie im Kabarett Divan Japonaise.
Schnell zu Erfolg gekommen, trat sie als gefeierte Chansonette in Pariser Varietés wie dem Moulin Rouge, aber auch in London und New York und 1898 im Berliner Wintergarten auf. Sie beeindruckte laut zeitgenössischen Kritiken weniger durch ihre Sangeskunst als durch ihre Vortragsweise. Ihre Lieder ähnelten eher einem Sprechgesang; wichtig waren dabei die pointierte Darstellung und die scharfen, oftmals zeitkritischen Texte. Später sang sie französische Volkslieder.
Der Dichter und Kritiker Alfred Kerr schrieb über ihren Gesang:
Wüste Tragik. Leiser Spott.
Liebeskirren und Schafott.
Ferner Walzer. Sachtes Summen.
Lachen. Grübeln. Und Verstummen.
Heutzutage kennt man Yvette Guilbert am ehesten noch aus den Bildern von Henri de Toulouse-Lautrec, der sie mit rotem Haar und schwarzen Handschuhen darstellte.
Obwohl in Paris beheimatet, bereiste sie alle europäischen Hauptstädte, Afrika und die USA. Zwischen den Weltkriegen bemühte sie sich auf künstlerischer Ebene um die Völkerverständigung.
Weniger bekannt ist, dass sie in den 1920er und 1930er Jahren auch in einigen Filmen als Schauspielerin mitwirkte. Die bekanntesten sind Faust – eine deutsche Volkssage von Friedrich Wilhelm Murnau und Marcel L’Herbiers Zola-Adaption L’Argent. Außerdem verfasste sie zwei Bücher über die Belle Époque. Mit G. Ferrari bearbeitete sie französische Chansons (Chansons anciennes, 6 Bände, 1911 ff.). Sie und ihr Ehemann Max Schiller waren mit Sigmund Freud in Briefkontakt; Freud skizzierte dabei seine persönliche Deutung des „Phänomens Yvette Guilbert“.

## Werke
- Die Halb-Alten. Übersetzung von Ludwig Wechsler. Seemann, Leipzig o. J. (um 1900).
- Der Brettlkönig. Übersetzung von Paul Bornstein. Langen, München 1902.
- Lied meines Lebens. Übersetzung von Franz Hessel, Vorwort von Alfred Polgar. Rowohlt, Berlin 1928.
- Mir sang die Erde. Reiseerinnerungen. Übersetzung und Vorwort von Hedda Eulenberg. Droste, Düsseldorf 1950.
- Die Kunst, ein Chanson zu singen. Mit zehn Chansons aus dem Repertoire der Yvette Guilbert in Nachdichtungen von Bettina Wegner. Henschel, Berlin 1981.

## Filmografie (Auswahl)
- 1926: Faust – eine deutsche Volkssage
- 1926: Die lachende Grille
- 1928: Das Geld
- 1934: Pêcheur d’Islande